# اللعب في الظلام
اللعب في الظلام: البياض والخيال الأدبي هو عمل نقد أدبي صدر عام 1992 بقلم الكاتبة الأمريكيّة الحائزة على جائزة نوبل توني موريسون. تُقدّم موريسون في هذا الكتاب قراءةً تحليليةً لأعمال كبار الكتّاب الأمريكيين البيض، مثل ويلا كاثر، وإدغار آلان بو، وناثانيال هوثورن، وإرنست همنغواي.
تتبع موريسون الطريقة التي تعامل بها هؤلاء الكتّاب مع السود في رواياتهم، وكيف ساهمت تصوراتهم العنصرية في تشكيل الأدب الأمريكي بشكلٍ عام.

## التاريخ
في عام 1990، ألقت موريسون سلسلة من ثلاث محاضرات في محاضرات ويليام إي ماسي الأب في الدراسات الأمريكية ‏ في جامعة هارفارد ؛ ثم كيّفت النصوص مع كتاب مكون من 91 صفحة بعنوان اللعب في الظلام، نشرته مطبعة جامعة هارفارد عام 1992. فصول الكتاب الثلاثة هي «المسائل السوداء»، «رومانسية الظل»، و«الممرضات المزعجات ولطف أسماك القرش».

## الموضوع
يتكون الكتاب من ثلاث مقالات، كتبت أسماؤها بأحرف صغيرة:
1. المسائل السوداء
2. رومانسية الظل
3. إزعاج الممرضات ولطف أسماك القرش

طورت موريسون في اللعب في الظلام، نقدًا أدبيًا لكبار المؤلفين البيض مثل ويلا كاثر، وإدغار آلان بو، وناثانيال هوثورن، وإرنست همنغواي، متتبعًا الطريقة التي تعامل بها عملهم وتشكلت من خلال تعاملهم مع موضوع السواد. وتجد أن السواد يلعب دورًا مهمًا في هيكلة أعمال هؤلاء المؤلفين، وبالتالي القانون الأمريكي. كتبت ليندا كرومهولز في مجلة سيغنس [الإنجليزية]، ووصفت مشروع موريسون بأنه «يعيد قراءة القانون الأدبي الأمريكي من خلال تحليل البياض لاقتراح الطرق التي استخدم بها السود لتأسيس الهوية الأمريكية».
في مراجعة "اللعب في الظلام" في صحيفة نيويورك تايمز في عام 1992، قالت ويندي ستاينر: «إن القوة الأخلاقية والعاطفية لاستكشافات [موريسون] واضحة. إذا تشكلت الهوية الأمريكية في مواجهة هذا الظل الأسود، فهذا علامة على الضعف المدقع وسبب للعار... إن عبقرية نهج السيدة موريسون تتمثل في تجنيد هؤلاء الواصفين والمتخيلين - رجال الأدب البيض - في مجموعة تحقيق لا يمكن أن ينتهي إلا بإدانة أنفسهم».لكن شتاينر أضاف: «إنه أيضًا ليس مجرد إدانة للثقافة البيضاء. وبدلاً من ذلك، فهو مشروع مساعدة ذاتية يهدف إلى رسم خريطة لمنطقة حرجة جديدة وإعادة ترتيب المنطقة داخلها».
يلاحظ مايكل إريك دايسون أنه بالإضافة إلى هذا الاستكشاف لـ «الخيال الأدبي الأبيض... اللعب في الظلام يدور أيضًا حول مثقف أسود يستولي على المساحة التفسيرية ضمن تسلسل هرمي منظم عنصريًا للنقد الثقافي. عادةً ما يتم تمثيل السود من خلال عدسة الإدراك الأبيض وليس العكس... مع [اللعب في الظلام]، يُنذر بتغيير جوهري».

## الاستقبال
في عام 2016، أشارت مجلة تايم إلى أن «اللعب في الظلام» كان من بين النصوص الأكثر تخصيصًا لموريسون في حرم الجامعات الأمريكية، يُضاف إلى ذلك أنّ العديد من روايات موريسون ومحاضرتها التي ألقتها في حفل جائزة نوبل عام 1993 تُدرّس أيضًا في الجامعات، ممّا يجعلها واحدةً من أكثر الكاتبات تخصيصًا من بين جميع الكاتبات.

## روابط خارجية
- اللعب في الظلام في مطبعة جامعة هارفارد

قالب:Toni Morrison